# Pricer
Pricer AB är ett svenskt företag som erbjuder lösningar för automatisering och kommunikation vid butikshyllan baserade på elektroniska hyllkantsetiketter (ESL). Företaget erbjuder systemlösningar där pris- och butiksinformation på hyllkanten kommuniceras ut från butikens centrala prisregister. 
Försäljningen av företagets produkter sker idag främst emot dagligvaru- och detaljhandeln som verkar på marknaderna i Europa, Amerika och Asien. 2024 hade bolaget levererat över 350 miljoner elektroniska hyllkantsetiketter till mer än 28 000 butiker i över 70 länder.

## Historia
Företaget grundades av Erik Danielsson som tidigare var chef på Pharmacia. Företaget grundades i Uppsala 1991 i samband med ett förvärv av licensrättigheter avseende Norden för ett patent på elektronisk prismärkning från Schweiziska Unigraf AG. Den 8 oktober 1996 introducerades bolaget på Stockholmsbörsens O-lista. Sedan januari 2021 handlas Pricer på Nasdaq OMX Mid Cap i Stockholm. 
1998 inleds ett försäljningssamarbete med företaget Ishida på den japanska marknaden och generellt sker försäljning av Pricers ESL-system i allt högre grad genom fristående partners. 
I november 2003 flyttades huvudkontoret från Uppsala till Sollentuna. När företaget i januari 2004 fick en order av franska Carrefour, världens näst största detaljhandelskedja, så kom Pricers aktie att lyfta med 150 procent på en enda dag. 2012 flyttade huvudkontoret till Västra Järnvägsgatan 7 i Stockholm, och i juli 2024 flyttade kontoret till Hälsingegatan 47 i Stockholm.
Pricer är idag, efter att hösten 2006 ha förvärvat en av de ledande konkurrenterna Eldat Communication Limited, en av de världsledande ESL-leverantörerna med installationer i över hela världen.